# 馬卡納盧亞
馬卡納盧亞或馬卡納羅亞（英語：Makanalua 或 Makanaloa）是美國夏威夷州卡拉沃縣一個非建制地區，其海拔約為39米（128英尺）。當地於卡美哈梅哈三世在位期間曾是凱考奧諾希（Kekauʻōnohi）公主的領地，而地名「馬卡納盧亞」在夏威夷語的意思則為「兩份禮物」。